# Bắc Giang (Stadt)
Bắc Giang ist eine Stadt im Norden von Vietnam und die Hauptstadt der gleichnamigen Provinz Bắc Giang. Der Name stammt aus dem Sino-Vietnamesischen und bedeutet „Nördlich des Flusses“. Die Stadt ist gut angebunden und befindet sich 50 km nördlich von Hanoi. Sie liegt inmitten der wichtigen Handelsrouten, die Hanoi mit den Städten Lạng Sơn und Đồng Đăng (Grenze zu China) verbindet. Im südlichen Teil der Stadt befindet sich der Fluss Thương, der Richtung Haiphong fließt.
Obwohl der Name der Provinz Bắc Giang (北江 „Nördlich des Flusses“) sehr alt ist und bereits im Jahr 1466 in dieser Form etabliert war, gibt es keine historischen Hinweise auf eine Stadt mit diesem Namen in dieser Zeit. Bắc Giang entstand nach der Unabhängigkeit aus dem alten Distrikt Láng Thượng. Die Suối Mỡ-Thermalquellen befinden sich 37 km vom Stadtzentrum entfernt.

## Söhne und Töchter der Stadt
- Vũ Thị Trang (* 1992), Badmintonspielerin
- Nguyễn Thị Oanh (* 1995), Leichtathletin

## Galerie

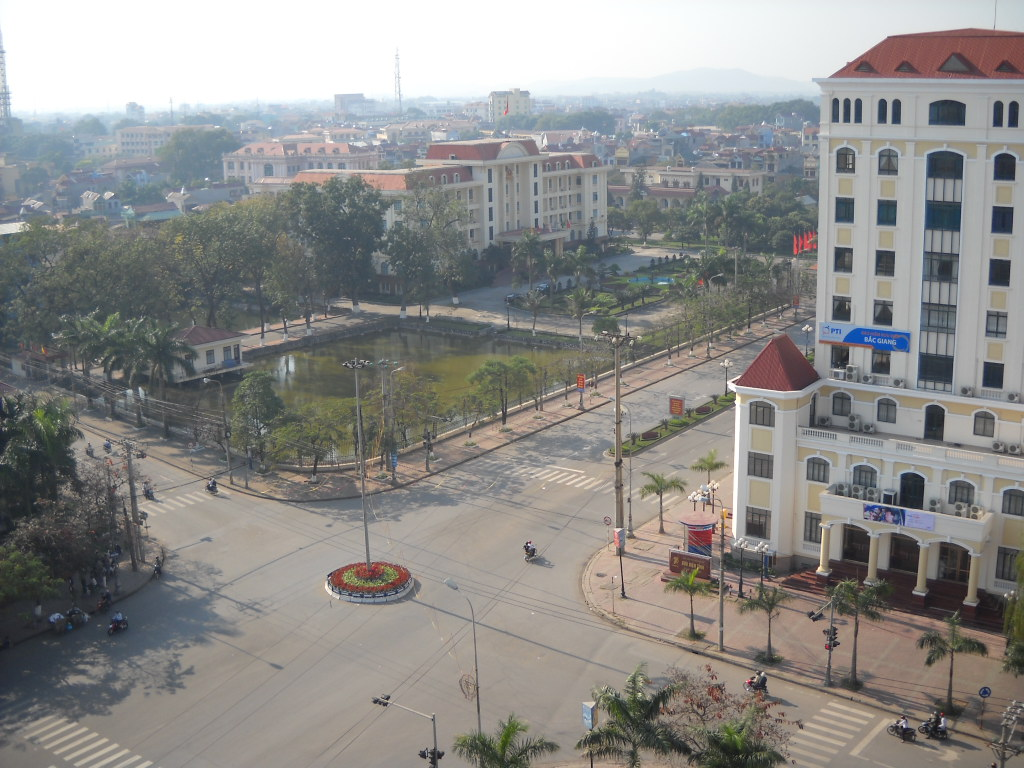
Bắc Giang
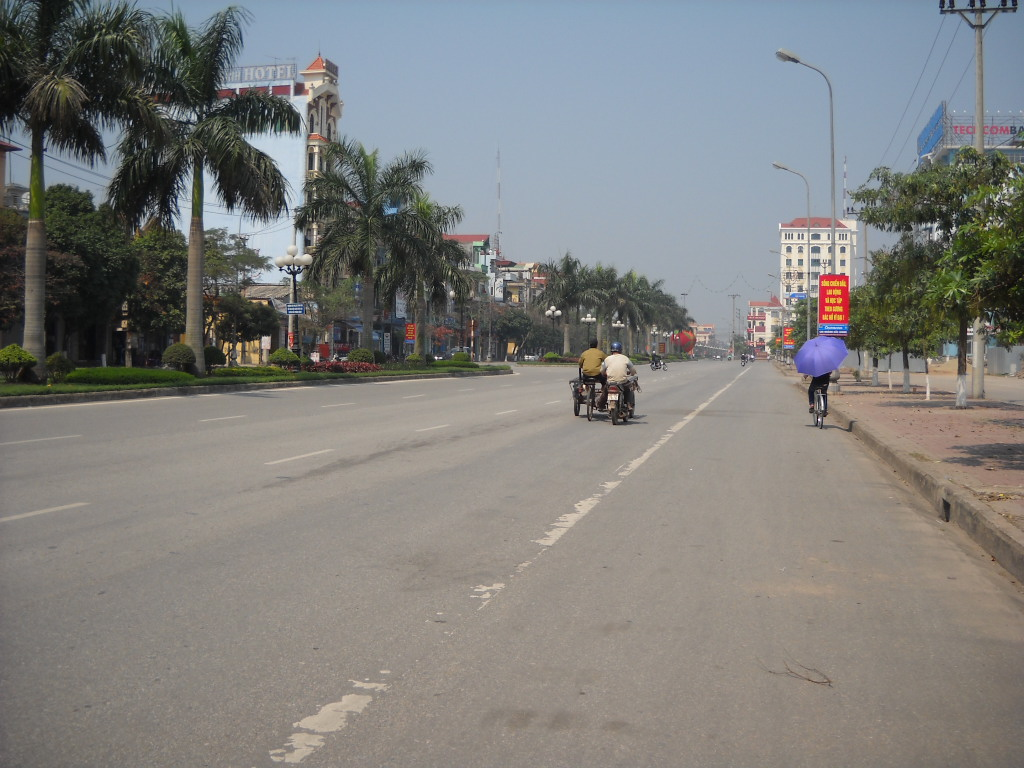
Bắc Giang
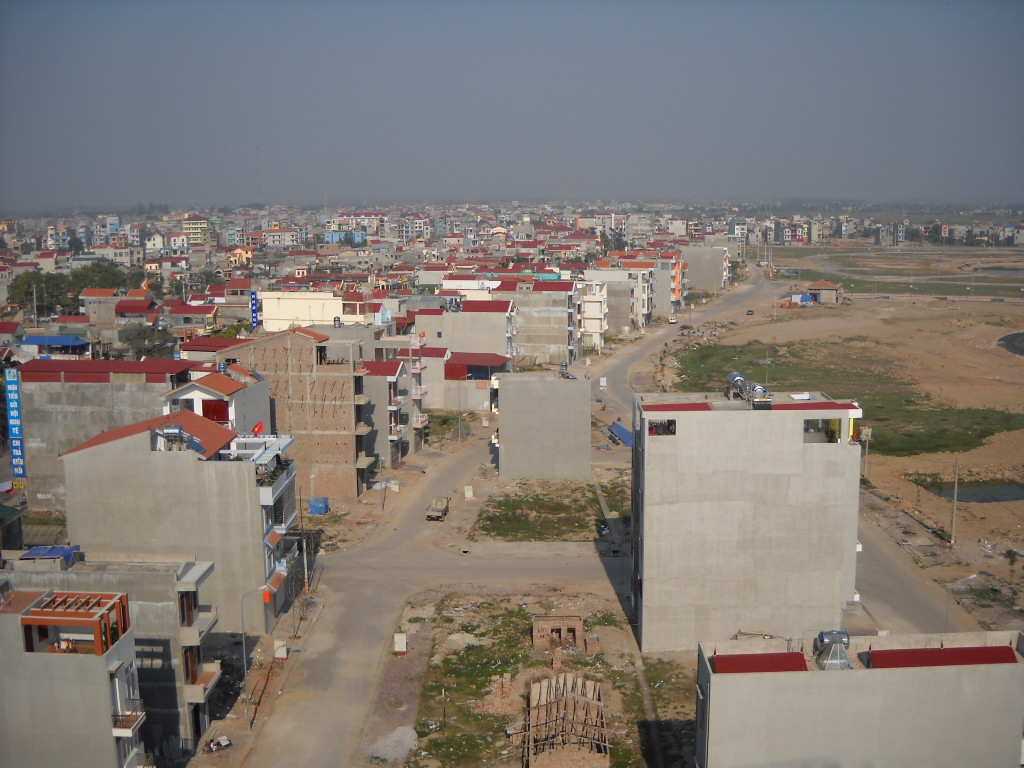
Bắc Giang
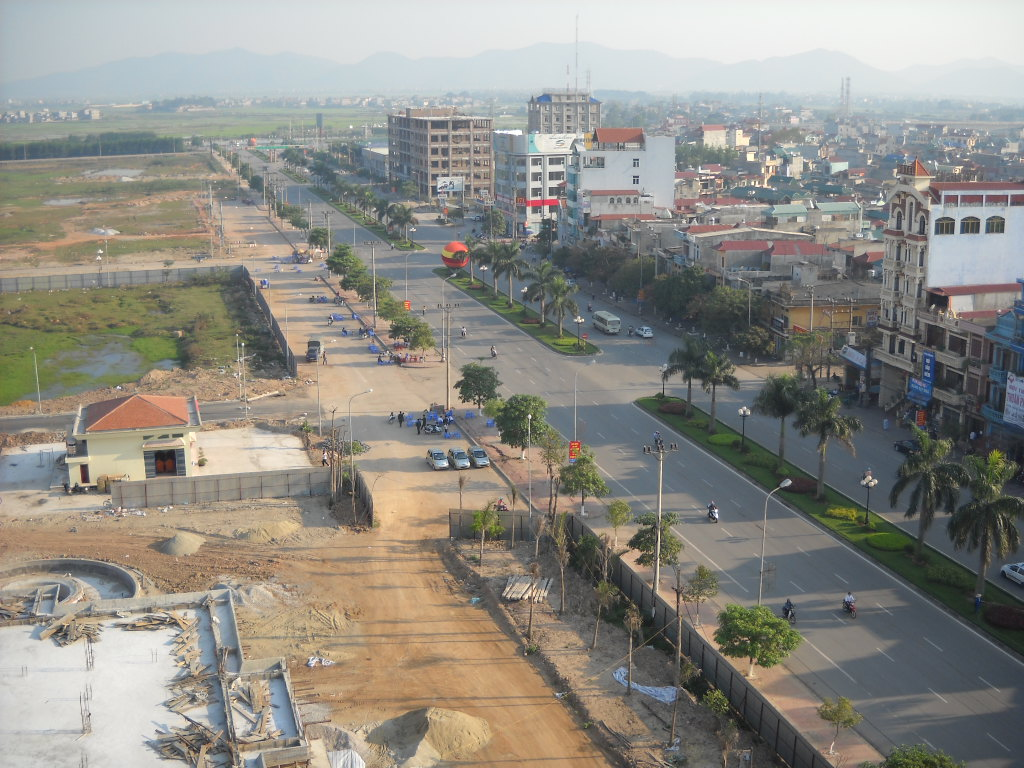
Bắc Giang
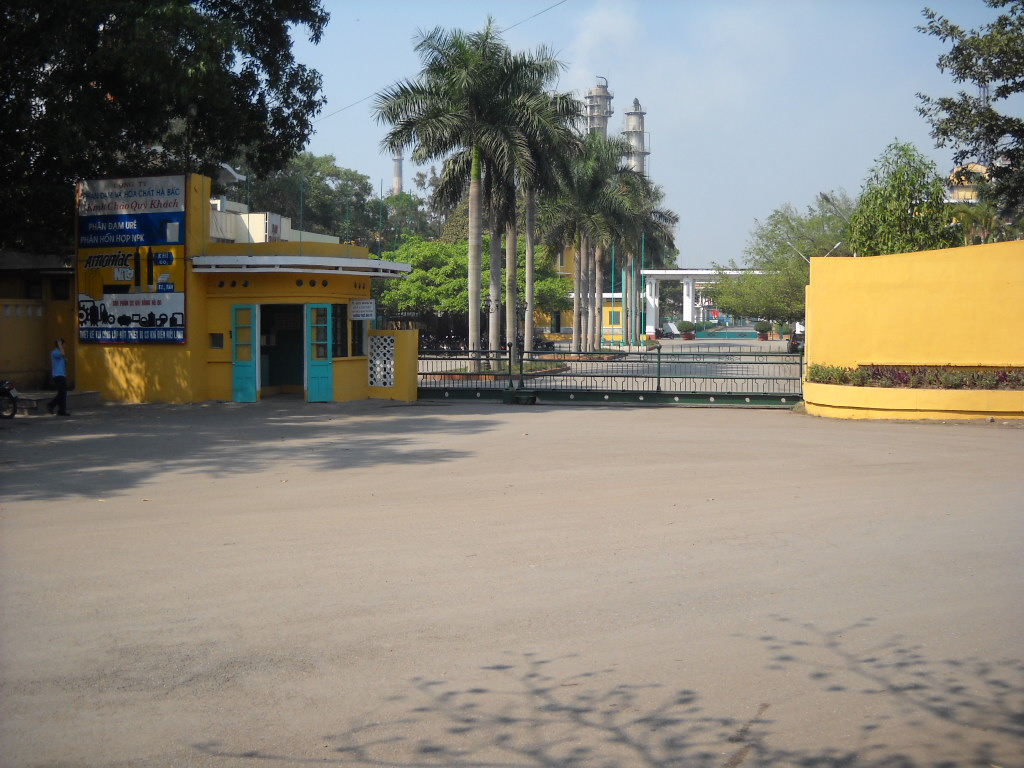
Bắc Giang
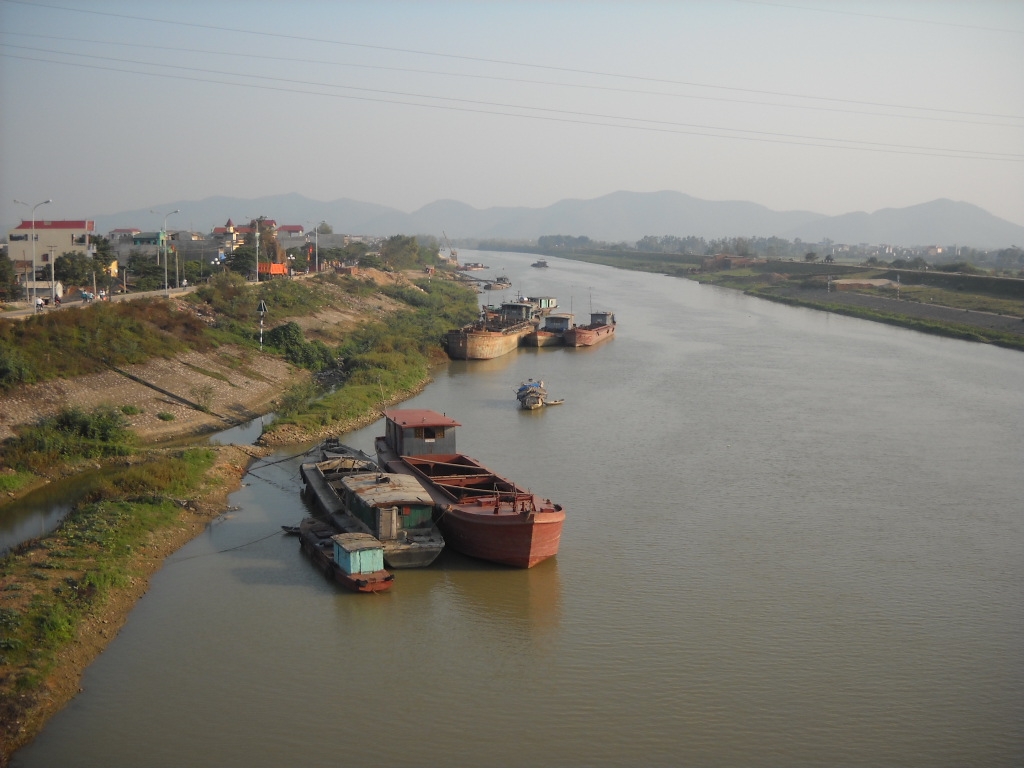
Bắc Giang